# 天龍 (スループ)
天龍（てんりゅう）は、大日本帝国海軍の軍艦。艦種はスループになる。艦名は長野県・愛知県・静岡県の天竜川にちなんで名づけられた。

## 概要
海門の姉妹艦として横須賀造船所（後の横須賀海軍工廠）で建造された。1894年（明治27年）からの日清戦争に従軍、1898年（明治31年）に艦艇類別等級標準が制定されて三等海防艦とされた、日露戦争にも従軍。1906年（明治39年）除籍、雑役船に編入され、舞鶴海兵団練習船として用いられたが、1911年に廃船となり売却された。

## 艦型
3檣バーク型のスループ。
海防艦とする文献もある。
『#Conway（1860-1905）』では海門と同型艦のスクリュー・コルベット（screw corvette）に分類している。
また『日本海軍艦船名考』では巡洋艦と称している。
船材は木で、
横須賀造船所で建造する木造船体の軍艦は天龍が最後になった
（次の建造艦「葛城」では鉄骨木皮となる）。
計画要目は以下の通り。
- 垂線間長:63.74m、最大幅:9.86m、深さ:計画:6.11m、吃水:前部4.70m、後部5.30m、排水量:1,372英トン、トン数:925トン、速力12ノット、乗員205名[2]

1885年（明治18年）1月に竣工前の重心検査を行った所、復原性能の不足が判明した。
このため竣工時には艦隊へでは無く、横須賀鎮守府へ引き渡して、横須賀造船所で舷側水線部にバルジを装着した。
このバルジは水線幅を増加する目的であり、吃水線上下の限定的な範囲だった。
バルジの外面、内面共に木材で作られ、片舷約460mmで水線幅は海門より960mm増加した。

### 機関
機関は「海門」と同一である。
（機関の詳細は「海門#機関」を参照）。
蒸気圧力は65ポンド/平方インチに上昇した
（『帝国海軍機関史』によれば「海門」と同じ60ポンド/平方インチ）。
また青銅製スクリュープロペラは「海門」が4翼に対し、天龍は2翼と、
形状を変更した。
公試成績
| 実施日 | 種類         | 排水量      | 回転数 | 出力        | 速力        | 場所 | 備考       | 出典   |
| ------ | ------------ | ----------- | ------ | ----------- | ----------- | ---- | ---------- | ------ |
|        | 自然通風全力 |             | 71rpm  | 1,102実馬力 | 11.25ノット |      | 初の施工時 | [ 23 ] |
|        |              | 1,547英トン |        | 1,162馬力   | 11.51ノット |      | 試運転成績 | [ 1 ]  |

また日露戦争前の成績として1,167馬力、12ノットという値もある。

### 兵装
表の兵装は『横須賀海軍船廠史』による。
その他の文献による兵装は以下の通り。
- 『日本近世造船史明治時代』:17cm砲1門、15cm砲1門、12cm砲4門、7.5cm砲1門、1インチ機砲4基[4]
- 『聯合艦隊軍艦銘銘伝』:17cm砲1門、15cm砲1門、12cm砲4門、その他[3]
- 『Conway（1860-1905）』:5.9インチ砲1門、4.7インチ砲4門、3インチ砲1門、1インチ機砲4基[21]

### 改装
日清戦争後に呉海軍造船廠で改装工事を行った。

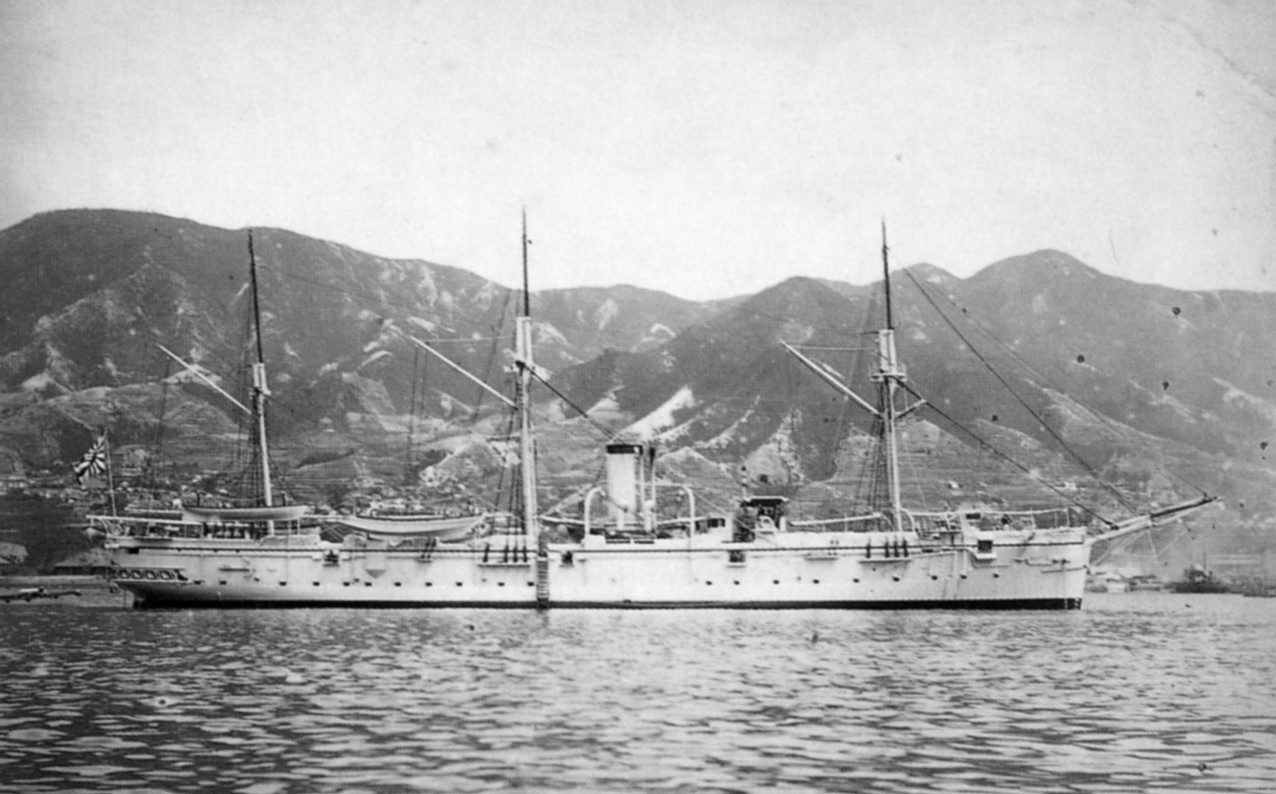
改装後の天龍（1900年11月）

帆装の簡易化、煙突の固定、艦橋の新設、艦首をクリッパー型から直線型に改めた。
また1900年（明治33年）1月（上記改装と同時）に呉海軍造船廠で同形式の新ボイラー4基に交換した。

## 艦歴

### 建造
1877年（明治10年）
6月15日に横須賀造船所が250馬力軍艦（後の海門）の設計の認許を求めた時に、同時に同一艦をもう一隻建造することを上申したが、その時は追って指令するとなった。
横須賀造船所では着手済みの艦の作業手順を整理するなどを行い、改めて11月24日に建造の認可を至急求め、12月1日に建造が裁許された。
1878年（明治11年）
2月9日起工。
2月19日、横須賀造船所で建造中の2隻は海門と天龍と命名され、
翌20日に横須賀造船所は最初に着手した艦を海門、次の艦を天龍と決定したことを発表した。
1883年（明治16年）
2月26日、天龍の等級は三等とされた。
8月18日午後4時から進水式が行われた。
有栖川宮熾仁親王、有栖川宮威仁親王、小松宮彰仁親王、伏見宮貞愛親王、梨本宮菊麿王や大木参議、山縣参議、伊藤参議、黒田内閣顧問、川村海軍卿などが横浜港から横須賀まで蒼龍丸に乗船、進水式に臨席した。
1884年(明治17年)12月17日「龍驤」「天龍」が中艦隊に編入された。
1885年（明治18年）
2月26日に公試運転を行い、3月5日に竣工、横須賀鎮守府に引き渡された。
5月16日「天龍」は中艦隊から除かれた。
竣工後は横須賀造船所で引き続きバルジ装着工事を行い、翌1886年（明治19年）春に就役した。

### 1886年
1886年（明治19年）
5月26日に長崎港を出港、以後朝鮮での警備を行い、
翌1887年（明治20年）1月12日に長崎に帰着した。

### 1890年
1890年（明治23年）
8月23日に第一種に定められた。

### 1891年-1893年
1891年（明治24年）
10月31日、呉港を出港し、清国での警備を行い、
1893年（明治26年）
3月15日長崎に帰着した。

### 日清戦争
1894年（明治27年）
7月23日に天龍は佐世保港を出港、2日後の25日に日清戦争が開戦となった。
天龍は大連・旅順・威海衛攻略作戦等に参加、
1895年（明治28年）
5月2日に佐世保港に帰国、5月13日に日清戦争は終戦となった。

### 1896年
1896年（明治29年）
1月18日に呉港を出港し、台湾方面で活動した。
8月25日鹿児島に帰国した。

### 1897年
1897年（明治30年）
6月26日に呉港を出港し、台湾方面で活動した。
11月26日に火災事故を起こした。

### 1898年
1898年（明治31年）
1月29日、台湾方面より鹿児島に帰国した。
3月21日、艦艇類別等級標準が制定され、天龍は三等海防艦に類別された。

### 日露戦争
日露戦争では神戸港の警備に従事した。

### 除籍
1906年（明治39年）
10月20日に除籍され、雑役船に編入、
舞鶴海兵団練習船となって舞鶴軍港に定係された。
1911年（明治44年）
4月1日廃船訓令、
12月21日売却訓令、
1912年（明治45年）3月25日に売却された。

## 艦長
※『日本海軍史』第9巻・第10巻の「将官履歴」及び『官報』に基づく。
- 三浦功 少佐：1884年12月16日 - 1887年10月27日
- （心得）平尾福三郎 少佐：1887年10月27日 - 1888年6月20日
- （兼・心得）片岡七郎 少佐：1888年6月20日 - 1889年5月15日
- （兼・心得）有馬新一 少佐：1889年5月15日 - 1890年5月13日
- （兼・心得）松永雄樹 少佐：1890年5月13日 - 9月17日
- （心得）沢良煥 少佐：1890年9月17日 - 9月25日
- （兼・心得）沢良煥 少佐：1890年9月25日 - 1891年4月6日
- （心得）遠藤喜太郎 少佐：1891年7月23日 - 1893年5月20日
- （心得）世良田亮 少佐：1893年5月20日 - 12月13日
- 世良田亮 大佐：1893年12月13日 - 1895年7月29日
- 遠藤増蔵 少佐：1895年11月15日 -
- 徳久武宣 少佐：1896年12月4日 - 1897年4月17日
- 山田彦八 少佐：1897年4月17日 - 5月29日
- 磯野健 少佐：1897年5月29日 -
- 有川貞白 少佐：1897年10月26日 - 1898年2月10日
- 矢島功 中佐：1898年2月10日 - 12月3日
- 福間隆家 中佐：1898年12月3日 - 1899年3月22日
- 高桑勇 中佐：1899年3月22日 - 1899年6月3日
- 加藤重成 大佐：1899年6月3日 - 12月25日
- 丹羽教忠 中佐：1901年3月23日 - 1902年3月3日
- 高橋助一郎 中佐：1902年3月3日 -
- 上村経吉 中佐：1906年5月10日 - 1906年9月28日